# Kapitän Hilgendorf
Die Kapitän Hilgendorf war ein Lotsenstationsschiff der Kommodore-Rolin-Klasse. Es war in der Elbmündung stationiert. Gebaut wurde die Kapitän Hilgendorf 1960/61 als einziges von sechs typgleichen Schiffen auf der Schichau-Werft in Bremerhaven. Die Kiellegung war am 13. Juni 1960.
Eigner des Schiffes war das Bundesministerium für Verkehr, Bau und Stadtentwicklung (BMVBS), betrieben wurde es vom Lotsbetriebsverein e. V. Außenstelle Cuxhaven. An Bord gab es 25 Kabinen mit insgesamt 70 Betten, die 28 Besatzungsmitgliedern und bis zu 42 Lotsen zur Verfügung standen. Für die Besatzung gab es eine Offiziers- und eine Mannschaftsmesse, für die Lotsen eine Lotsenmesse.
Das Schiff, das nach dem Kapitän Robert Hilgendorf benannt war, wurde im Juli 2001 außer Dienst gestellt und zunächst in Rendsburg aufgelegt. Ersetzt wurde es durch das SWATH-Lotsenstationsschiff Elbe.

## Verbleib des Schiffes
Nach der Außerdienststellung interessierte sich u. a. der Förderkreis Bremer Denkmalschiff, der ein Museumsschiff nach Bremen holen will, für die Kapitän Hilgendorf. Der Verkauf kam jedoch nicht zustande. Schließlich kaufte das auf den Britischen Jungferninseln ansässige Unternehmen Eagle Shipping Ltd. das Schiff und brachte es als Kapitän Hilgen unter die Flagge von St. Vincent und den Grenadinen. Eagle Shipping legte das Schiff in Cuxhaven auf, bis es 2006 für 1,25 Millionen Euro weiterverkauft werden konnte. Im Oktober 2006 wurde es zu Peters Schiffbau in Wewelsfleth überführt, wo es zur Megayacht Penguin (Flagge: Luxemburg, Rufzeichen: J8B3243) umgebaut werden sollte. Nach dem Umbau sollte die Yacht über vier Decks verfügen und mit einem Hubschrauberlandedeck am Heck ausgerüstet sein. Insgesamt 12 Passagiere sollten in sechs Suiten untergebracht werden können. Die Besatzung sollte aus bis zu 17 Personen bestehen.
Nachdem sich der Eigentümer des Schiffes eine andere Yacht gekauft hatte, wurde der Umbau des Schiffes gestoppt. Das nicht fertig umgebaute Schiff wurde für 7,95 Millionen Euro zum Verkauf angeboten. Der Preis wurde mehrere Male gesenkt, das Schiff aber offenbar nicht verkauft. Es wurde schließlich demontiert und das Kasko verschrottet.